# Chelsea Football Club 2023-2024
Questa pagina raccoglie i dati riguardanti il Chelsea Football Club nelle competizioni ufficiali della stagione 2023-2024.

## Stagione
Questa stagione è la 35ª in Premier League per il Chelsea. Oltre alla partecipazione in Premier League, il Chelsea prenderà parte alla FA Cup e alla EFL Cup.

## Maglie e sponsor
| Casa | Trasferta | Terza divisa |

## Rosa
Rosa, numerazione e ruoli sono aggiornati al 2 febbraio 2024 .
| N. |                        | Ruolo | Calciatore         |
| -- | ---------------------- | ----- | ------------------ |
| 1  | Spagna (bandiera)      | P     | Robert Sánchez     |
| 2  | Francia (bandiera)     | D     | Axel Disasi        |
| 3  | Spagna (bandiera)      | D     | Marc Cucurella     |
| 5  | Francia (bandiera)     | D     | Benoît Badiashile  |
| 6  | Brasile (bandiera)     | D     | Thiago Silva       |
| 7  | Inghilterra (bandiera) | A     | Raheem Sterling    |
| 8  | Argentina (bandiera)   | C     | Enzo Fernández     |
| 10 | Ucraina (bandiera)     | A     | Mychajlo Mudryk    |
| 11 | Inghilterra (bandiera) | C     | Noni Madueke       |
| 13 | Inghilterra (bandiera) | P     | Marcus Bettinelli  |
| 14 | Inghilterra (bandiera) | D     | Trevoh Chalobah    |
| 15 | Senegal (bandiera)     | A     | Nicolas Jackson    |
| 16 | Francia (bandiera)     | C     | Lesley Ugochukwu   |
| 17 | Inghilterra (bandiera) | C     | Carney Chukwuemeka |
| 18 | Francia (bandiera)     | A     | Christopher Nkunku |
| 19 | Albania (bandiera)     | A     | Armando Broja      |
| 20 | Inghilterra (bandiera) | A     | Cole Palmer        |
| 21 | Inghilterra (bandiera) | D     | Ben Chilwell       |

| N. |                        | Ruolo | Calciatore             |
| -- | ---------------------- | ----- | ---------------------- |
| 23 | Inghilterra (bandiera) | C     | Conor Gallagher        |
| 24 | Inghilterra (bandiera) | D     | Reece James (capitano) |
| 25 | Ecuador (bandiera)     | C     | Moisés Caicedo         |
| 26 | Inghilterra (bandiera) | D     | Levi Colwill           |
| 27 | Francia (bandiera)     | D     | Malo Gusto             |
| 28 | Serbia (bandiera)      | P     | Đorđe Petrović         |
| 29 | Paesi Bassi (bandiera) | D     | Ian Maatsen            |
| 31 | Italia (bandiera)      | C     | Cesare Casadei         |
| 33 | Francia (bandiera)     | D     | Wesley Fofana          |
| 36 | Brasile (bandiera)     | A     | Deivid Washington      |
| 42 | Inghilterra (bandiera) | D     | Alfie Gilchrist        |
| 45 | Belgio (bandiera)      | C     | Roméo Lavia            |
| 47 | Finlandia (bandiera)   | P     | Lucas Bergström        |
| 48 | Inghilterra (bandiera) | D     | Bashir Humphreys       |
| 52 | Inghilterra (bandiera) | A     | Alex Matos             |
| 63 | Inghilterra (bandiera) | D     | Josh Acheampong        |
|    | Francia (bandiera)     | D     | Malang Sarr            |

## Calciomercato

### Sessione estiva
| Acquisti         | Acquisti           | Acquisti         | Acquisti                    |
| R.               | Nome               | da               | Modalità                    |
| ---------------- | ------------------ | ---------------- | --------------------------- |
| P                | Robert Sánchez     | Brighton         | definitivo (23 milioni €)   |
| D                | Axel Disasi        | Monaco           | definitivo (45 milioni €)   |
| C                | Lesley Ugochukwu   | Rennes           | definitivo (27 milioni €)   |
| C                | Moisés Caicedo     | Brighton         | definitivo (133 milioni €)  |
| C                | Roméo Lavia        | Southampton      | definitivo (62,1 milioni €) |
| A                | Christopher Nkunku | RB Lipsia        | definitivo (60 milioni €)   |
| A                | Nicolas Jackson    | Villarreal       | definitivo (37 milioni €)   |
| A                | Deivid Washington  | Santos           | definitivo (16 milioni €)   |
| A                | Ângelo Gabriel     | Santos           | definitivo (15 milioni €)   |
| C                | Cole Palmer        | Manchester City  | definitivo (47 milioni €)   |
| A                | Diego Moreira      | Benfica          | svincolato                  |
| Altre operazioni |                    |                  |                             |
| R.               | Nome               | da               | Modalità                    |
| D                | Bashir Humphreys   | Paderborn        | fine prestito               |
| D                | Malo Gusto         | Olympique Lione  | fine prestito               |
| D                | Malang Sarr        | Monaco           | fine prestito               |
| D                | Levi Colwill       | Brighton         | fine prestito               |
| D                | Ethan Ampadu       | Spezia           | fine prestito               |
| C                | Callum Hudson-Odoi | Bayer Leverkusen | fine prestito               |
| C                | Tiémoué Bakayoko   | Milan            | fine prestito               |
| C                | Andrey Santos      | Vasco da Gama    | fine prestito               |
| A                | Romelu Lukaku      | Inter            | fine prestito               |

| Cessioni         | Cessioni                  | Cessioni            | Cessioni                     |
| R.               | Nome                      | a                   | Modalità                     |
| ---------------- | ------------------------- | ------------------- | ---------------------------- |
| P                | Édouard Mendy             | Al-Ahli             | definitivo (18,50 milioni €) |
| P                | Kepa Arrizabalaga         | Real Madrid         | prestito (1 milione €)       |
| D                | Kalidou Koulibaly         | Al-Hilal            | definitivo (23 milioni €)    |
| D                | César Azpilicueta         | Atlético Madrid     | svincolato                   |
| P                | Gabriel Slonina           | Eupen               | prestito                     |
| D                | Lewis Hall                | Newcastle Utd       | prestito                     |
| C                | Andrey Santos             | Nottingham Forest   | prestito                     |
| A                | Hakim Ziyech              | Galatasaray         | prestito                     |
| A                | Romelu Lukaku             | Roma                | prestito (5,8 milioni €)     |
| C                | Denis Zakaria             | Juventus            | fine prestito                |
| C                | Mateo Kovačić             | Manchester City     | definitivo (29,10 milioni €) |
| C                | N'Golo Kanté              | Al-Ittihad          | svincolato                   |
| C                | Ruben Loftus-Cheek        | Milan               | definitivo (16 milioni €)    |
| C                | Mason Mount               | Manchester Utd      | definitivo (64,20 milioni €) |
| C                | Christian Pulisic         | Milan               | definitivo (20 milioni €)    |
| A                | Kai Havertz               | Arsenal             | definitivo (75 milioni €)    |
| A                | João Félix                | Atlético Madrid     | fine prestito                |
| A                | Pierre-Emerick Aubameyang | Olympique Marsiglia | svincolato                   |
| Altre operazioni |                           |                     |                              |
| R.               | Nome                      | a                   | Modalità                     |
| P                | Gabriel Slonina           | Eupen               | prestito                     |
| D                | Bashir Humphreys          | Swansea City        | prestito                     |
| D                | Ethan Ampadu              | Leeds Utd           | definitivo (8,1 milioni €)   |
| C                | Tiémoué Bakayoko          |                     | svincolato                   |
| C                | Cesare Casadei            | Leicester City      | prestito                     |
| A                | Datro Fofana              | Union Berlino       | prestito                     |
| A                | Ângelo Gabriel            | Strasburgo          | prestito                     |

### Sessione invernale
| Acquisti         | Acquisti           | Acquisti          | Acquisti         |
| R.               | Nome               | da                | Modalità         |
| Altre operazioni | Altre operazioni   | Altre operazioni  | Altre operazioni |
| R.               | Nome               | da                | Modalità         |
| ---------------- | ------------------ | ----------------- | ---------------- |
| A                | David Datro Fofana | Union Berlino     | fine prestito    |
| C                | Cesare Casadei     | Leicester City    | fine prestito    |
| C                | Andrey Santos      | Nottingham Forest | fine prestito    |

| Cessioni         | Cessioni           | Cessioni          | Cessioni |
| R.               | Nome               | a                 | Modalità |
| ---------------- | ------------------ | ----------------- | -------- |
| D                | Ian Maatsen        | Borussia Dortmund | prestito |
| A                | Armando Broja      | Fulham            | prestito |
| Altre operazioni |                    |                   |          |
| R.               | Nome               | a                 | Modalità |
| A                | David Datro Fofana | Burnley           | prestito |
| C                | Andrey Santos      | Strasburgo        | prestito |

## Risultati

### Premier League

#### Girone di andata
| Arbitro: | Taylor |

|            |           |          |
| Disasi 37’ | Marcatori | 18’ Díaz |

| Arbitro: | Brooks |

|                                            |           |                 |
| Aguerd 7’ Antonio 53’ Paquetá 90+5’ (rig.) | Marcatori | 28’ Chukwuemeka |

| Arbitro: | R. Jones |

|                               |           |  |
| Sterling 17’, 68’ Jackson 75’ | Marcatori |  |

| Arbitro: | Robinson |

|  |           |            |
|  | Marcatori | 48’ Elanga |

| Bournemouth 17 settembre 2023, ore 14:00 WEST 5ª giornata | Bournemouth | 0 – 0 referto | Chelsea | Vitality Stadium (10 421 spett.)\| Arbitro: \| Coote \| |
| Arbitro:                                                  | Coote       |               |         |                                                         |

| Arbitro: | Gillett |

|  |           |             |
|  | Marcatori | 73’ Watkins |

| Arbitro: | Robinson |

|  |           |                      |
|  | Marcatori | 18’ Mudryk 19’ Broja |

| Arbitro: | Attwell |

|             |           |                                                                 |
| Odobert 15’ | Marcatori | 42’ (aut.) Al-Dakhil 49’ (rig.) Palmer 65’ Sterling 75’ Jackson |

| Arbitro: | Kavanagh |

|                              |           |                       |
| Palmer 15’ (rig.) Mudryk 48’ | Marcatori | 77’ Rice 84’ Trossard |

| Arbitro: | Hooper |

|  |           |                          |
|  | Marcatori | 58’ Pinnock 90+6’ Mbeumo |

| Arbitro: | Oliver |

|               |           |                                             |
| Kulusevski 6’ | Marcatori | 35’ (rig.) Palmer 75’, 90+4’, 90+7’ Jackson |

| Arbitro: | Taylor |

|                                                           |           |                                                |
| T. Silva 29’ Sterling 37’ Jackson 67’ Palmer 90+5’ (rig.) | Marcatori | 28’ (rig.), 47’ Haaland 45+1’ Akanji 86’ Rodri |

| Arbitro: | Hooper |

|                                                 |           |              |
| Isak 13’ Lascelles 60’ Joelinton 61’ Gordon 83’ | Marcatori | 23’ Sterling |

| Arbitro: | Pawson |

|                                       |           |                                 |
| Fernández 17’, 65’ (rig.) Colwill 21’ | Marcatori | 43’ Buonanotte 90+2’ João Pedro |

| Arbitro: | Kavanagh |

|                    |           |            |
| McTominay 19’, 69’ | Marcatori | 45’ Palmer |

| Arbitro: | Oliver |

|                           |           |  |
| Doucouré 54’ Dobbin 90+2’ | Marcatori |  |

| Arbitro: | Madley |

|                        |           |  |
| Palmer 54’ Jackson 61’ | Marcatori |  |

| Arbitro: | Coote |

|                          |           |              |
| Lemina 51’ Doherty 90+3’ | Marcatori | 90+6’ Nkunku |

| Arbitro: | Salisbury |

|                               |           |             |
| Mudryk 13’ Madueke 89’ (rig.) | Marcatori | 45+1’ Olise |

#### Girone di ritorno
| Arbitro: | Tierney |

|                         |           |                             |
| Barkley 80’ Adebayo 87’ | Marcatori | 12’, 70’ Palmer 37’ Madueke |

| Arbitro: | Taylor |

|                     |           |  |
| Palmer 45+4’ (rig.) | Marcatori |  |

| Arbitro: | Tierney |

|                                                 |           |            |
| Jota 23’ Bradley 39’ Szoboszlai 65’ L. Díaz 79’ | Marcatori | 71’ Nkunku |

| Arbitro: | Robinson |

|                             |           |                                              |
| Palmer 19’ Thiago Silva 86’ | Marcatori | 22’, 63’, 82’ (rig.) Cunha 43’ (aut.) Disasi |

| Arbitro: | Oliver |

|           |           |                                         |
| Lerma 30’ | Marcatori | 47’, 90+1’ Gallagher 90+4’ E. Fernández |

| Arbitro: | Madley |

|           |           |              |
| Rodri 83’ | Marcatori | 42’ Sterling |

| Arbitro: | R. Jones |

|                          |           |  |
| Chalobah 24’ Jackson 72’ | Marcatori |  |

| Arbitro: | Gillett |

|                         |           |                        |
| Rasmussen 50’ Wissa 69’ | Marcatori | 35’ Jackson 83’ Disasi |

| Arbitro: | Brooks |

|                                  |           |                     |
| Jackson 6’ Palmer 58’ Mudryk 76’ | Marcatori | 43’ Isak 90’ Murphy |

| Arbitro: | Hooper |

|                                             |           |  |
| Trossard 4’ White 52’, 70’ Havertz 57’, 65’ | Marcatori |  |

| Arbitro: | England |

|                        |           |                          |
| Palmer 44’ (rig.), 78’ | Marcatori | 47’ Cullen 81’ D. O'Shea |

| Arbitro: | Gillett |

|                                                       |           |                                    |
| Gallagher 4’ Palmer 19’ (rig.), 90+10’ (rig.), 90+12’ | Marcatori | 34’, 67’ Garnacho 39’ B. Fernandes |

| Arbitro: | R. Jones |

|                          |           |                          |
| Bogle 32’ McBurnie 90+3’ | Marcatori | 11’ T. Silva 66’ Madueke |

| Arbitro: | Tierney |

|                                                              |           |  |
| Palmer 13’, 18’, 29’, 64’ (rig.) Jackson 44’ Gilchrist 90+1’ | Marcatori |  |

| Arbitro: | Salisbury |

|               |           |                       |
| Welbeck 90+8’ | Marcatori | 34’ Palmer 64’ Nkunku |

| Arbitro: | Pawson |

|                                |           |                           |
| Cucurella 4’ (aut.) Rogers 42’ | Marcatori | 62’ Madueke 81’ Gallagher |

| Arbitro: | A. Madley |

|                                                       |           |  |
| Palmer 15’ Gallagher 30’ Madueke 36’ Jackson 48’, 80’ | Marcatori |  |

| Arbitro: | Harrington |

|                          |           |                                    |
| Boly 16’ Hudson-Odoi 74’ | Marcatori | 8’ Mudryk 80’ Sterling 82’ Jackson |

| Arbitro: | Taylor |

|                             |           |                       |
| M. Caicedo 17’ Sterling 48’ | Marcatori | 49’ (aut.) Badiashile |

### FA Cup
| Arbitro: | Bramall |

|                                                          |           |  |
| Broja 58’ Thiago Silva 66’ Sterling 69’ E. Fernández 85’ | Marcatori |  |

| Londra 26 gennaio 2024, ore 19:45 WET Quarto turno | Chelsea  | 0 – 0 referto | Aston Villa | Stamford Bridge (39 325 spett.)\| Arbitro: \| R. Jones \| |
| Arbitro:                                           | R. Jones |               |             |                                                           |

| Arbitro: | Bramall |

|             |           |                                            |
| Diaby 90+1’ | Marcatori | 11’ Gallagher 21’ Jackson 54’ E. Fernández |

| Arbitro: | Coote |

|                                      |           |                |
| Jackson 15’ Mudryk 37’ Gallagher 90’ | Marcatori | 8’, 59’ Joseph |

| Arbitro: | Madley |

|                                                            |           |                                |
| Cucurella 13’ Palmer 45+1’ Chukwuemeka 90+2’ Madueke 90+8’ | Marcatori | 51’ (aut.) Disasi 62’ Mavididi |

| Arbitro: | Oliver |

|                    |           |  |
| Bernardo Silva 84’ | Marcatori |  |

### EFL Cup
| Arbitro: | Harrington |

|                                       |           |                   |
| Madueke 45+1’ (rig.) E. Fernández 72’ | Marcatori | 19’ (rig.) Tilley |

| Arbitro: | Bramall |

|             |           |  |
| Jackson 51’ | Marcatori |  |

| Arbitro: | Robinson |

|                             |           |  |
| Badiashile 30’ Sterling 59’ | Marcatori |  |

| Arbitro: | Gillett |

|                                |                      |                                   |
| Mudryk 90+2’                   | Marcatori            | 16’ Wilson                        |
| Palmer Gallagher Nkunku Mudryk | Tiri di rigore 4 – 2 | Wilson Trippier Guimarães Ritchie |

#### Semifinale
| Arbitro: | Barrott |

|             |           |  |
| Hackney 37’ | Marcatori |  |

| Arbitro: | Brooks |

|                                                                           |           |            |
| Howson 15’ (aut.) E. Fernández 29’ Disasi 36’ Palmer 42’, 77’ Madueke 81’ | Marcatori | 88’ Rogers |

##### Finale
| Arbitro: | Kavanagh |

|  |           |               |
|  | Marcatori | 118’ Van Dijk |

## Statistiche finali

### Statistiche di squadra
| Competizione   | Punti | In casa | In casa | In casa | In casa | In casa | In casa | In trasferta | In trasferta | In trasferta | In trasferta | In trasferta | In trasferta | Totale | Totale | Totale | Totale | Totale | Totale | DR  |
| Competizione   | Punti | G       | V       | N       | P       | Gf      | Gs      | G            | V            | N            | P            | Gf           | Gs           | G      | V      | N      | P      | Gf     | Gs     | DR  |
| -------------- | ----- | ------- | ------- | ------- | ------- | ------- | ------- | ------------ | ------------ | ------------ | ------------ | ------------ | ------------ | ------ | ------ | ------ | ------ | ------ | ------ | --- |
| Premier League | 63    | 19      | 11      | 4       | 4       | 44      | 26      | 19           | 7            | 5            | 7            | 33           | 37           | 38     | 18     | 9      | 11     | 77     | 63     | +14 |
| FA Cup         | -     | 4       | 3       | 1       | 0       | 11      | 4       | 1            | 1            | 0            | 0            | 3            | 1            | 6      | 4      | 1      | 1      | 14     | 6      | +8  |
| League Cup     | -     | 5       | 4       | 1       | 0       | 12      | 3       | 1            | 0            | 0            | 1            | 0            | 1            | 7      | 4      | 1      | 2      | 12     | 5      | +7  |
| Totale         | -     | 28      | 18      | 6       | 4       | 67      | 33      | 21           | 9            | 5            | 7            | 36           | 39           | 51     | 26     | 11     | 14     | 103    | 74     | +29 |

### Andamento in campionato
| Giornata  | 1  | 2  | 3  | 4  | 5  | 6  | 7  | 8  | 9  | 10 | 11 | 12 | 13 | 14 | 15 | 16 | 17 | 18 | 19 | 20 | 21 | 22 | 23 | 24 | 25 | 26 | 27 | 28 | 29 | 30 | 31 | 32 | 33 | 34 | 35 | 36 | 37 | 38 |
| --------- | -- | -- | -- | -- | -- | -- | -- | -- | -- | -- | -- | -- | -- | -- | -- | -- | -- | -- | -- | -- | -- | -- | -- | -- | -- | -- | -- | -- | -- | -- | -- | -- | -- | -- | -- | -- | -- | -- |
| Luogo     | C  | T  | C  | C  | T  | C  | T  | T  | C  | C  | T  | C  | T  | C  | T  | T  | C  | T  | C  | T  | C  | T  | C  | T  | T  | C  | T  | C  | T  | C  | C  | T  | C  | T  | T  | C  | T  | C  |
| Risultato | N  | P  | V  | P  | N  | P  | V  | V  | N  | P  | V  | N  | P  | V  | P  | P  | V  | P  | V  | V  | V  | P  | P  | V  | N  | V  | N  | V  | P  | N  | V  | N  | V  | V  | N  | V  | V  | V  |
| Posizione | 10 | 14 | 10 | 12 | 14 | 14 | 11 | 11 | 10 | 11 | 10 | 10 | 10 | 10 | 10 | 12 | 10 | 10 | 10 | 10 | 9  | 10 | 11 | 10 | 10 | 8  | 11 | 11 | 11 | 11 | 10 | 9  | 9  | 6  | 9  | 7  | 7  | 6  |

Legenda:

Luogo: C = Casa; T = Trasferta. Risultato: V = Vittoria; N = Pareggio; P = Sconfitta.

### Statistiche dei giocatori
Sono in corsivo i calciatori che hanno lasciato la società a stagione in corso.
| Giocatore      | Premier League | Premier League | Premier League | Premier League | FA Cup   | FA Cup | FA Cup      | FA Cup     | League Cup | League Cup | League Cup  | League Cup | Totale   | Totale | Totale      | Totale     |
| Giocatore      | Presenze       | Reti           | Ammonizioni    | Espulsioni     | Presenze | Reti   | Ammonizioni | Espulsioni | Presenze   | Reti       | Ammonizioni | Espulsioni | Presenze | Reti   | Ammonizioni | Espulsioni |
| -------------- | -------------- | -------------- | -------------- | -------------- | -------- | ------ | ----------- | ---------- | ---------- | ---------- | ----------- | ---------- | -------- | ------ | ----------- | ---------- |
| J. Acheampong  | 1              | 0              | 0              | 0              | 0        | 0      | 0           | 0          | 0          | 0          | 0           | 0          | 1        | 0      | 0           | 0          |
| B. Badiashile  | 18             | 0              | 2              | 0              | 2        | 0      | 0           | 0          | 2          | 1          | 0           | 0          | 22       | 1      | 2           | 0          |
| A. Broja       | 13             | 1              | 0              | 0              | 2        | 1      | 0           | 0          | 4          | 0          | 0           | 0          | 19       | 2      | 0           | 0          |
| M. Bettinelli  | 0              | 0              | 1              | 0              | 0        | 0      | 0           | 0          | 0          | 0          | 0           | 0          | 0        | 0      | 1           | 0          |
| M. Burstow     | 2              | 0              | 0              | 0              | 0        | 0      | 0           | 0          | 1          | 0          | 0           | 0          | 3        | 0      | 0           | 0          |
| M. Caicedo     | 35             | 1              | 12             | 0              | 6        | 0      | 2           | 0          | 7          | 0          | 1           | 0          | 48       | 1      | 15          | 0          |
| C. Casadei     | 11             | 0              | 0              | 0              | 0        | 0      | 0           | 0          | 0          | 0          | 0           | 0          | 11       | 0      | 0           | 0          |
| L. Castledine  | 0              | 0              | 0              | 0              | 0        | 0      | 0           | 0          | 1          | 0          | 0           | 0          | 1        | 0      | 0           | 0          |
| T. Chalobah    | 13             | 1              | 1              | 0              | 3        | 0      | 1           | 0          | 1          | 0          | 0           | 0          | 17       | 1      | 2           | 0          |
| B. Chilwell    | 13             | 0              | 5              | 0              | 5        | 0      | 0           | 0          | 3          | 0          | 1           | 0          | 21       | 0      | 6           | 0          |
| C. Chukwuemeka | 9              | 1              | 2              | 0              | 2        | 1      | 0           | 0          | 1          | 0          | 0           | 0          | 12       | 2      | 2           | 0          |
| L. Colwill     | 23             | 1              | 2              | 0              | 2        | 0      | 0           | 0          | 7          | 0          | 1           | 0          | 32       | 1      | 3           | 0          |
| M. Cucurella   | 21             | 0              | 10             | 0              | 2        | 1      | 0           | 0          | 3          | 0          | 0           | 0          | 26       | 1      | 10          | 0          |
| A. Disasi      | 31             | 2              | 6              | 0              | 6        | 0      | 0           | 0          | 7          | 1          | 0           | 0          | 44       | 3      | 6           | 0          |
| Deivid         | 2              | 0              | 0              | 0              | 1        | 0      | 0           | 0          | 0          | 0          | 0           | 0          | 3        | 0      | 0           | 0          |
| E. Fernández   | 28             | 3              | 7              | 0              | 5        | 2      | 3           | 0          | 7          | 2          | 0           | 0          | 40       | 7      | 10          | 0          |
| W. Fofana      | 0              | 0              | 0              | 0              | 0        | 0      | 0           | 0          | 0          | 0          | 0           | 0          | 0        | 0      | 0           | 0          |
| Â. Gabriel     | 0              | 0              | 0              | 0              | 0        | 0      | 0           | 0          | 0          | 0          | 0           | 0          | 0        | 0      | 0           | 0          |
| C. Gallagher   | 37             | 5              | 9              | 1              | 6        | 2      | 0           | 0          | 7          | 0          | 1           | 0          | 50       | 7      | 10          | 1          |
| A. Gilchrist   | 11             | 1              | 0              | 0              | 4        | 0      | 0           | 0          | 2          | 0          | 0           | 0          | 17       | 1      | 0           | 0          |
| M. Golding     | 0              | 0              | 0              | 0              | 1        | 0      | 0           | 0          | 0          | 0          | 0           | 0          | 1        | 0      | 0           | 0          |
| M. Gusto       | 27             | 0              | 7              | 1              | 5        | 0      | 0           | 0          | 5          | 0          | 0           | 0          | 37       | 0      | 7           | 1          |
| B. Humphreys   | 3              | 0              | 0              | 0              | 0        | 0      | 0           | 0          | 0          | 0          | 0           | 0          | 3        | 0      | 0           | 0          |
| N. Jackson     | 35             | 14             | 10             | 0              | 4        | 2      | 0           | 0          | 5          | 1          | 0           | 0          | 44       | 17     | 10          | 0          |
| R. James       | 10             | 0              | 2              | 2              | 0        | 0      | 0           | 0          | 1          | 0          | 0           | 0          | 11       | 0      | 2           | 2          |
| R. Lavia       | 1              | 0              | 0              | 0              | 0        | 0      | 0           | 0          | 0          | 0          | 0           | 0          | 1        | 0      | 0           | 0          |
| N. Madueke     | 23             | 5              | 2              | 0              | 6        | 1      | 0           | 0          | 5          | 2          | 0           | 0          | 34       | 8      | 2           | 0          |
| I. Maatsen     | 12             | 0              | 1              | 0              | 0        | 0      | 0           | 0          | 3          | 0          | 1           | 0          | 15       | 0      | 2           | 0          |
| A. Matos       | 1              | 0              | 0              | 0              | 0        | 0      | 0           | 0          | 1          | 0          | 0           | 0          | 2        | 0      | 0           | 0          |
| D. Moreira     | 0              | 0              | 0              | 0              | 0        | 0      | 0           | 0          | 1          | 0          | 0           | 0          | 1        | 0      | 0           | 0          |
| M. Mudryk      | 31             | 5              | 5              | 0              | 5        | 1      | 0           | 0          | 5          | 1          | 2           | 0          | 41       | 7      | 7           | 0          |
| C. Nkunku      | 11             | 3              | 0              | 0              | 1        | 0      | 0           | 0          | 2          | 0          | 0           | 0          | 14       | 3      | 0           | 0          |
| C. Palmer      | 33             | 22             | 7              | 0              | 6        | 1      | 0           | 0          | 6          | 2          | 1           | 0          | 45       | 25     | 8           | 0          |
| Đ. Petrović    | 23             | -38            | 1              | 0              | 4        | -2     | 2           | 0          | 4          | -4         | 0           | 0          | 31       | -44    | 3           | 0          |
| R. Sánchez     | 16             | -25            | 2              | 0              | 2        | -4     | 0           | 0          | 3          | -1         | 0           | 0          | 21       | -30    | 2           | 0          |
| A. Santos      | 0              | 0              | 0              | 0              | 0        | 0      | 0           | 0          | 0          | 0          | 0           | 0          | 0        | 0      | 0           | 0          |
| T. Silva       | 31             | 3              | 4              | 0              | 4        | 1      | 1           | 0          | 3          | 0          | 1           | 0          | 38       | 4      | 6           | 0          |
| R. Sterling    | 31             | 8              | 6              | 0              | 6        | 1      | 0           | 0          | 6          | 1          | 1           | 0          | 43       | 10     | 7           | 0          |
| J. Tauriainen  | 1              | 0              | 0              | 0              | 1        | 0      | 0           | 0          | 0          | 0          | 0           | 0          | 2        | 0      | 0           | 0          |
| L. Ugochukwu   | 12             | 0              | 2              | 0              | 0        | 0      | 0           | 0          | 3          | 0          | 1           | 0          | 15       | 0      | 3           | 0          |